# The Clown at Midnight
The Clown at Midnight é um filme de terror canadense de 1999 dirigido por Jean Pellerin.

## Resumo
Quinze anos depois da sua mãe, a diva Lorraine Sedgwick, ter sido supostamente assassinada pelo grande amor da sua vida, o famoso tenor Lorenzo Orsini, Kate volta ao teatro onde tudo aconteceu, convencida pela sua melhor amiga, Monica. 

## Elenco
- Christopher Plummer - Mr. Carruthers
- Margot Kidder - Ellen Gibby
- Tatyana Ali - Monica
- Sarah Lassez - Kate Williams
- J. P. Grimard - Marty Timmerman
- James Duval - George Reese
- Ryan Bittle - Taylor Marshall
- Liz Crawford - Ashley
- Vicki Marentette - Lorraine Sedgwick
- John Bluethner - Arnold Williams
- Jonathan Barret - Lorenzo Orsini
- Pauline Broderick - Julia Williams